# Keban
Keban là một huyện thuộc tỉnh Elazığ, Thổ Nhĩ Kỳ. Huyện có diện tích 510 km² và dân số thời điểm năm 2007 là 6925 người, mật độ 14 người/km².